# West Coast Customs

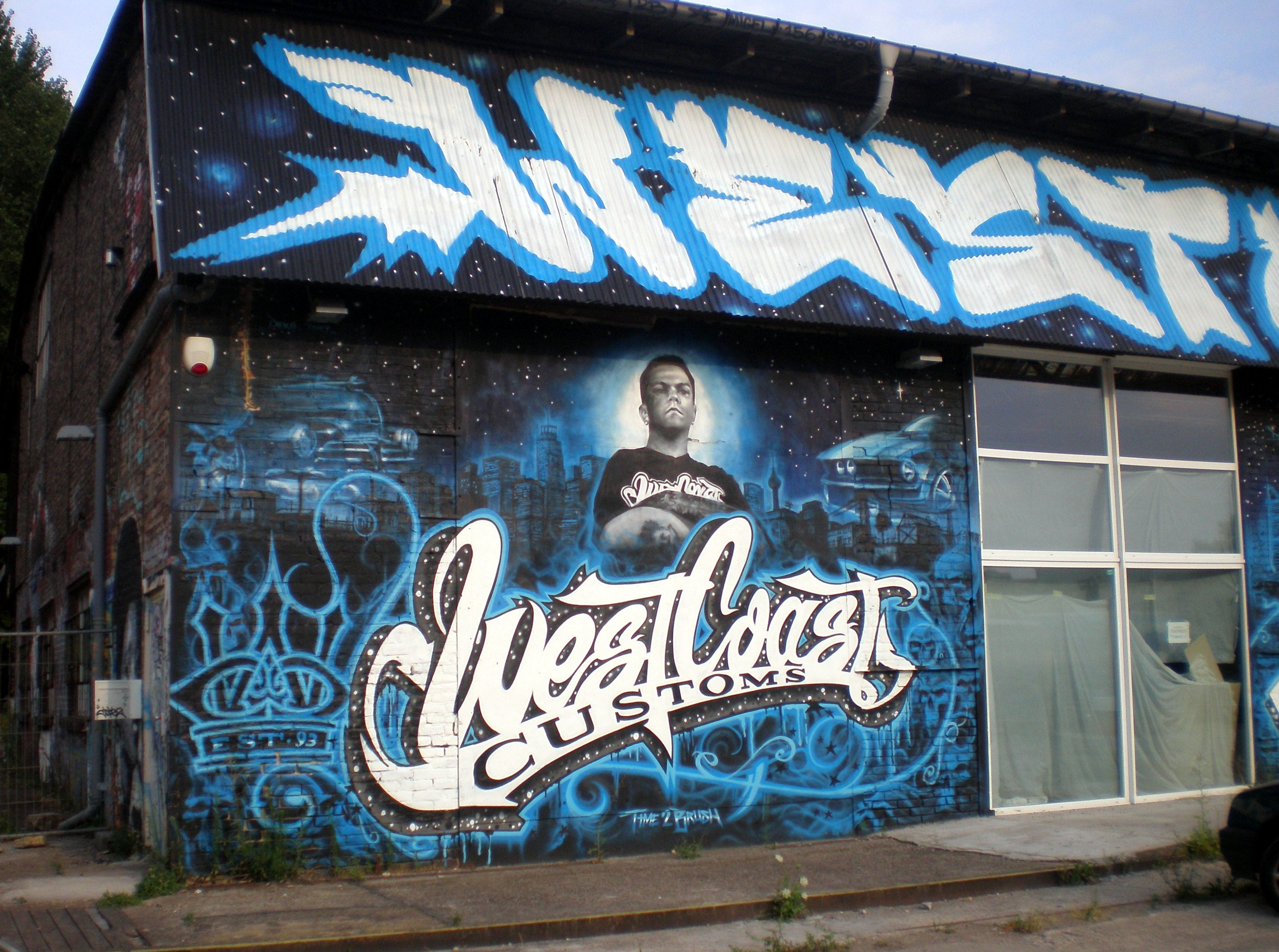
Graffiti van het WCC filiaal "Street Customs Berlin".

West Coast Customs (WCC) is een groot autotuningbedrijf, dat vooral bekend is geworden door MTV's Pimp My Ride.
Het hoofdkantoor van West Coast Customs was oorspronkelijk gevestigd in Laguna Niguel, maar is voor uitbreidingen een aantal maal verhuisd. Sinds 2014 zijn ze gevestigd in Burbank, Los Angeles County, Californië. Het stylingbedrijf heeft dankzij zijn grote successen en bekendheid nieuwe vestigingen geopend buiten de VS. In 2007 opende een winkel van West Coast Customs in Dubai en later opende het bedrijf ook winkels in onder meer Australië, Maleisië, Rusland en Duitsland. Het bedrijf werkte samen met MTV: bij West Coast Customs werden de eerste vier seizoenen van het televisieprogramma Pimp My Ride opgenomen. West Coast Customs neemt vooral auto's onder handen van sterren en rijke mensen. In 2007 is West Coast Customs gestopt met Pimp My Ride en is verder gegaan met een eigen programma getiteld Inside West Coast Customs.